# Oliarus caldwelli
Oliarus caldwelli är en insektsart som beskrevs av Mead 1981. Oliarus caldwelli ingår i släktet Oliarus och familjen kilstritar. Inga underarter finns listade i Catalogue of Life.